# Halford (zespół muzyczny)
Halford – angielska grupa muzyczna wykonująca heavy metal. Powstała w 1999 roku w Birmingham z inicjatywy znanego z występów w grupie Judas Priest wokalisty Roba Halforda (od 1997 działał Rob Halford Band).
Według danych z kwietnia 2002 album Resurrection sprzedał się w nakładzie 60 870 egzemplarzy na terenie Stanów Zjednoczonych.

## Muzycy
Obecni członkowie
- Rob Halford – śpiew (od 1996)
- Metal Mike Chlasciak – gitara (od 1999)
- Roy „Z.” Ramirez – gitara (od 2003)
- Mike Davis – gitara basowa (od 2003)
- Bobby Jarzombek – perkusja (od 2000)

Byli członkowie
- Patrick Lachman – gitara (1999-2002)
- Ray Riendeau – gitara basowa (1999-2002)
- Jason Ward – gitara basowa (2003)
- Chad Tarrington – gitara (2003)
- Pete Parada – perkusja (1999-2000)

## Dyskografia
Albumy
| 2000                           | Resurrection - Data: 28 sierpnia 2000 - Wydawca: Metal-Is                                | 140 | –  | 42 | 90 | 21 | 9   |
| 2002                           | Crucible - Data: 21 czerwca 2002 - Wydawca: Metal-Is                                     | 144 | –  | –  | –  | –  | 24  |
| 2003                           | Fourging the Furnace (EP) - Data: 22 stycznia 2003 - Wydawca: JVC                        | –   | –  | –  | –  | –  | 264 |
| 2006                           | Silent Screams – The Singles (EP) - Data: 27 listopada 2006 - Wydawca: Metal God Records | –   | –  | –  | –  | –  | –   |
| 2009                           | Winter Songs - Data: 26 października 2009 - Wydawca: Metal God Records                   | –   | –  | –  | –  | –  | –   |
| 2010                           | Halford IV – Made of Metal - Data: 27 września 2010 - Wydawca: Metal God Records         | 160 | 80 | –  | –  | 46 | 81  |
| „–” pozycja nie była notowana. |                                                                                          |     |    |    |    |    |     |

Albumy koncertowe
| 2001                           | Live Insurrection - Data: 28 marca 2001 - Wydawca: Metal-Is                                | 52 | 57 | 38 |
| 2004                           | Live – Disney House of Blues Concert - Data: 10 lutego 2004 - Wydawca: Metal God Records   | –  | –  | –  |
| 2010                           | Live in Anaheim – Original Soundtrack - Data: 22 czerwca 2010 - Wydawca: Metal God Records | –  | –  | –  |
| „–” pozycja nie była notowana. |                                                                                            |    |    |    |

Kompilacje
| Rok  | Tytuł                                                                               | Pozycja na liście |
| Rok  | Tytuł                                                                               | JPN               |
| ---- | ----------------------------------------------------------------------------------- | ----------------- |
| 2006 | Metal God Essentials, Vol. 1 - Data: 27 listopada 2006 - Wydawca: Metal God Records | 108               |

Albumy wideo
| Rok  | Tytuł |
| ---- | --- |
| 2008 | Resurrection World Tour – Live at Rock in Rio III - Data: 13 października 2008 - Wydawca: Metal God Records |
| 2010 | Live in Anaheim - Data: 24 sierpnia 2010 - Wydawca: Metal God Records                                       |

Single
| Rok  | Tytuł                       |
| ---- | --------------------------- |
| 1992 | Light Comes Out of Black    |
| 2000 | Night Fall                  |
| 2000 | Resurrection                |
| 2006 | Forgotten Generation        |
| 2009 | Silent Night 1992 Recording |
| 2009 | Get Into the Spirit         |
| 2009 | Christmas For Everyone      |
| 2009 | Oh Come O Come Emanuel      |
| 2010 | The Mower                   |
| 2010 | Made of Metal               |